# Iso Kieppisjärvi
Iso Kieppisjärvi är en sjö i Kiruna kommun i Lappland och ingår i Torneälvens huvudavrinningsområde. Sjön avrinner genom en kort bäck till Pikku Kieppisjärvi och därifrån så småningom till Jierijoki och Idijoki, som mynnar i Muonio älv vid Markkina.